# Holt Gas-Electric Tank
Holt gas electric tank je prvi tank, narejen v ZDA, plod sodelovanja med podjetjem Holt (danes imenovano Caterpillar Inc.) in podjetjem General Electric. 
Prototip je bil izdelan leta 1917. Podjetje Holt se je ukvarjalo s proizvodnjo traktorjev z gosenicami. To je bilo prvo podjetje, ki je predstavilo gosenice. Zato so vložili svoje znanje v izgradnjo tanka. Podjetje se je povezalo z General Electricom. Ta je prispeval generator, ki je bil vgrajen na vsaki strani gosenic. Motor, ki je bil vgrajen v zadnji del tanka, je bil Holtov. Tank je bil oborožen s 75-milimetrskim topom, ki se je nahajal v nosu. Na obeh straneh je bil pritrjen mitraljez kalibra 7,92 mm.
Tank ni šel v serijsko proizvodnjo. Zaradi slabih voznih lastnosti in veliko večje teže kot so jo sprva načrtovali, je število primerkov ostalo pri enem prototipu.